# لیبرگو تاکولا
لیبرگو تاکولا (انگلیسی: Limbergo Taccola; ۱ ژانویهٔ ۱۹۲۸ – ۲۶ نوامبر ۲۰۰۳) بازیکن فوتبال اهل ایتالیا بود.
از باشگاه‌هایی که در آن بازی کرده‌است می‌توان به باشگاه فوتبال هلاس ورونا، باشگاه فوتبال آ.اس. رم، و باشگاه فوتبال پیزا اشاره کرد.